# Cirrhinus fulungee
 Cirrhinus fulungee és una espècie de peix de la família dels ciprínids i de l'ordre dels cipriniformes.

## Morfologia
Els adults poden assolir els 30 cm de longitud total.

## Distribució geogràfica
Es troba a Maharashtra i Karnataka (Índia).